# Pepito Arriola
José Rodríguez Carballeira (Betanzos, 14 de diciembre de 1895-Barcelona, 24 de octubre de 1954), conocido como Pepito Arriola, fue un músico gallego que destacó fundamentalmente como pianista, pero también como compositor y violinista. Recordado ante todo por ser un niño prodigio, fue conocido internacionalmente como el «Mozart español».

## Trayectoria

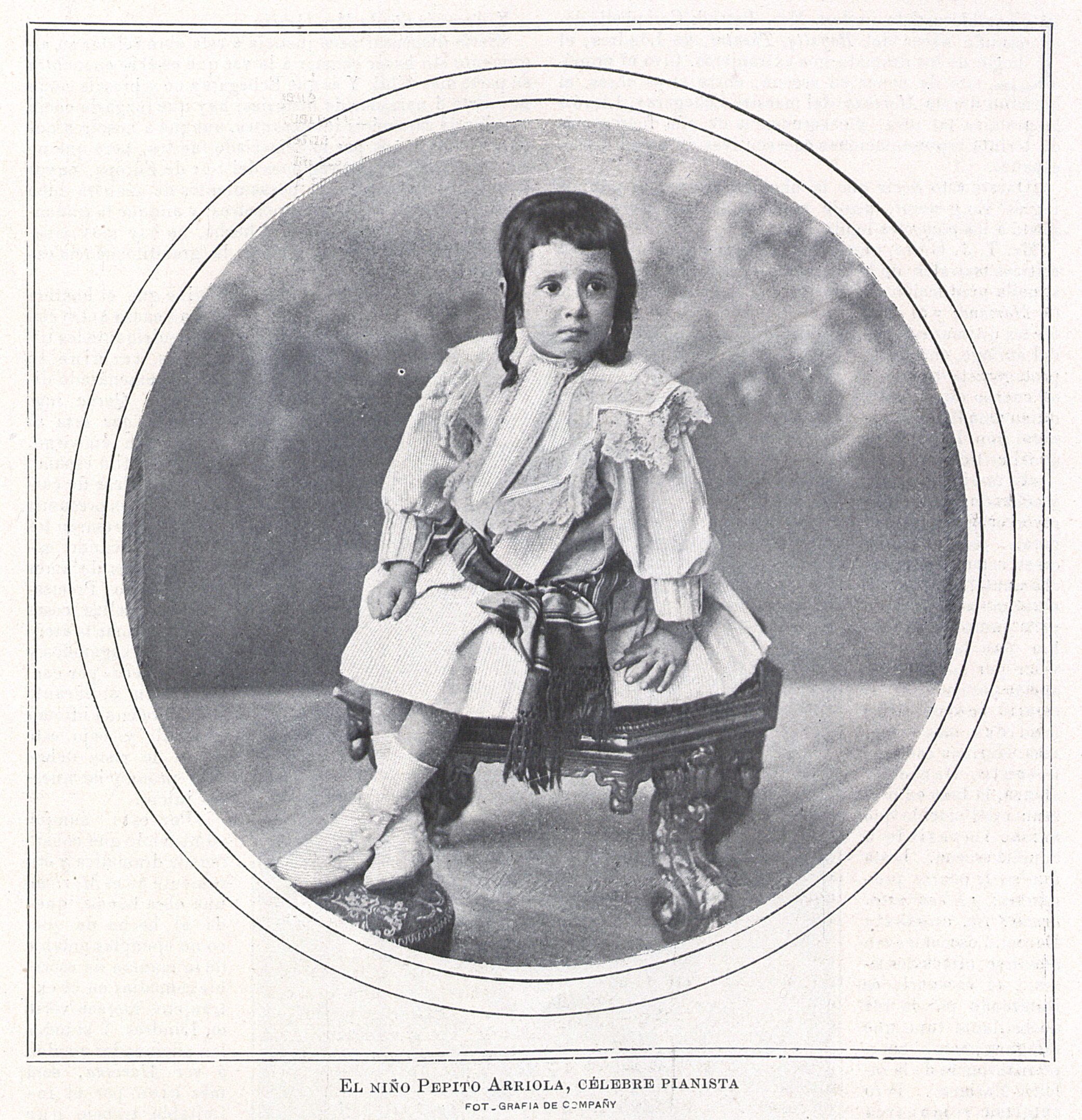
Pepito Arriola en El Teatro (1901)

José Rodríguez Carballeira nació el 14 de diciembre de 1895 en Betanzos, hijo de soltera de Josefa Rodríguez Carballeira, fue inscrito en el registro en Betanzos con los apellidos de su madre por no tener  padre conocido. Su madre era hija del matrimonio formado por Francisco Rodríguez Arriola, abogado y procurador de Ferrol, y de Aurora Andrea Carballeira López, maestra y pianista aficionada. De su abuelo materno, tomó el segundo apellido de origen vasco, por el que siempre fue conocido. Cuando su madre se trasladó a Madrid, se quedó a cargo de la hermana menor de esta, Aurora Rodríguez Carballeira de 16 años, que fue quien le educó e instruyó en música. Tras descubrir sus excepcionales habilidades musicales, su madre lo reclamó y se lo llevó a Madrid en noviembre de 1899, donde comienza una fulgurante carrera como pianista.

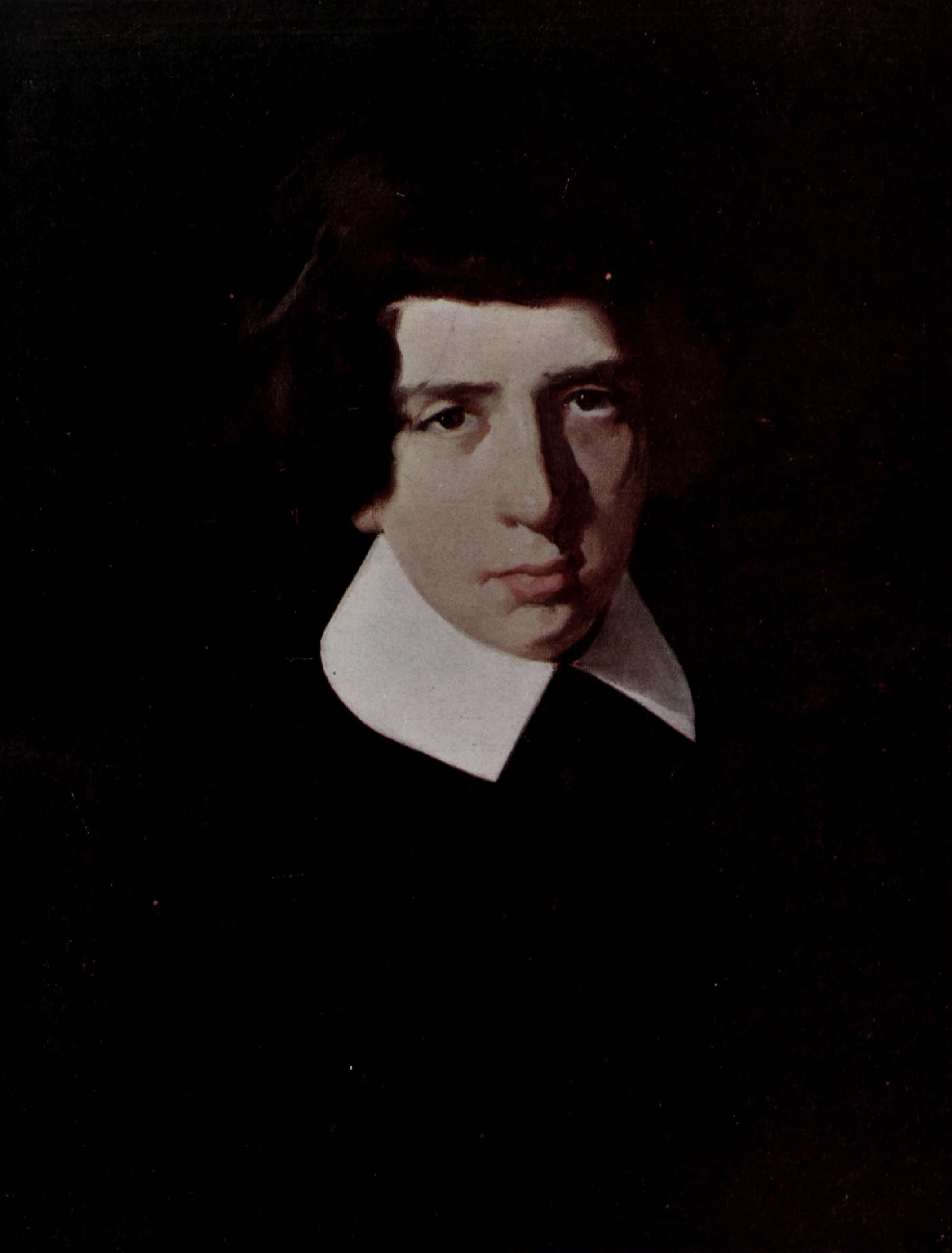
Retratado por el pintor Vila Prades (La Esfera, 1915)

Su primer concierto se celebró el 4 de diciembre de 1899 en la casa de los señores Montano, asistiendo unas 300 personas e incluyendo en el programa la Marcha real y la Alborada de Pascual Veiga. Tocó en el Ateneo el 2 de febrero de 1900 y ofreció un concierto con seis obras propias ese mismo año en el Palacio Real. La reina regente, María Cristina, lo apadrina y paga sus estudios musicales. La madre y el hijo se trasladaron a Alemania en 1902. Estudió en el conservatorio de Berlín con Richard Strauss y tocó con la Filarmónica de Berlín bajo la dirección de Arthur Nikisch, siendo elegido pianista de la corte de Guillermo II. Dio giras por todo el mundo con enorme éxito, incluyendo los Estados Unidos (Metropolitan y Carnegie Hall entre otros) y una extensa gira por Cuba en 1910. Su madre se casó en 1906 con Amado Osorio y Zabala, médico, naturalista y explorador, con quien tuvo dos hijas: Pilar y Carmen, que también fueron niñas prodigio de la música y el piano, que actuaron con su hermano.
Fue una de las figuras de la música alemana de la época. El 3 de mayo de 1945 su madre falleció en Berlín durante un ataque soviético, pero él sobrevivió. Teniendo que regresar en 1946 a España, donde no volvió a tener el mismo éxito de antaño y siempre sería recordado simplemente como «Pepito, el niño prodigio». Sobrevivió trabajando como profesor de música particular e incluso afinador de pianos. Falleció a los 58 años, el 24 de octubre de 1954 en Barcelona.

## Obras
- Aurora, habanera (piano), 1898
- Impresiones argentinas (piano), publicadas en Mundial Música, año I, n.º 8–9 (agosto–septiembre de 1916), 1916
- 4 Lieder para soprano y piano (Lamento, Die Tote Stadt, How do I love thee y Song), encontrados póstumamente y estrenados en el año 2020 en el Pazo de Raxoi (Santiago de Compostela) por Lucía Iglesias (soprano) y Brais González (piano).
- Hommage à Manuel de Falla/Homenaje a Manuel de Falla (piano), 1942

Póstumamente se descubrieron once obras escritas en Barcelona tras su regreso:
- Divertimento concertante para dos pianos y orquesta de cuerdas con flauta, 1946
- Tres textos cervantinos para voces y orquesta (: 2333–4231–Tp.–cuerdas), 1946
  - I: «Aquí lloró Don Quijote», para soprano, contralto, barítono y bajo
  - II: «Mal me guardaréis», para soprano
  - III: «Marinero soy de amor», para barítono
- Tres textos cervantinos, reducción para dos pianos, 1947
- Concierto para corno (trompa) y orquesta (: 2022–0000–Tp.-Cuerdas), 1948
- Schlichte Weise para violín y piano, 1948
- Song para soprano y piano (texto de Christina Georgina Rossetti), 1948
- Don Quixote in DM, 1949
- Seis poesías de Antonio Machado para barítono y orquesta (: 2222–4231–Tp., perc.–cuerdas), 1949
- Cuarteto en Do mayor para cuerdas, 1949
- Pequeña serenata para cello y piano, 1951
- Concertino para piano y orquesta (: 2332–4131–Tp.–cuerdas), 1953.